# Barnafejű afropapagáj
A barnafejű afropapagáj (Poicephalus cryptoxanthus) a madarak osztályának papagájalakúak (Psittaciformes) rendjébe és a papagájfélék (Psittacidae) családjába tartozó faj.

## Előfordulása
Afrika délkeleti részén, Mozambik, Zimbabwe, Tanzánia és Kenya területén honos.

## Megjelenése
Testhossza 22 centiméter, testtömege 120-160 gramm. A madár tollruhája zöld, feje szürkésbarna. Hosszú szárnyai vannak.